# Кома ту Ялу
Ко̀ма ту Гялу̀ (на гръцки: Κώμα του Γιαλού; на турски: Kumyalı) е село в Кипър, окръг Фамагуста. Според статистическата служба на Северен Кипър през 2011 г. селото има 686 жители.
Де факто е под контрола на непризнатата Севернокипърска турска република.